# “共产主义自修大学”案
共产主义自修大学案又稱共产主义自修大学现行反革命集团案，是文化大革命期間的一起處決案件。
1969年11月，13名1966、1967届大、中学校毕业不久的学生在寧夏银川成立一個名叫共产主义自修大学的自学组织。該组织成立后，自筹经费刻印过两期“学刊”，刊登了“杜论”等6篇文章和3篇农村调查报告。这些文章和书信涉及马列主义基本理论学习的体会和一些批判言论，例如該組織成員银川二中一九六八年毕业生吴述樟在《毛主席语录》“再版前言”的“毛主席的指示，一句顶一万句”的旁空处写下“放屁”二字；北京农业大学一九七○届毕业生鲁志立寫下《什么是法西斯主义》，批評中共当局禁止一切民主权利和言论自由，镇压一切反对意見的人民，並宣傳血统论、人为制造阶级与阶级划分论、推行愚民政策、实行奴化教育、提倡奴隶主义的盲目服从精神、宣扬个人迷信和领袖至上、個人崇拜。結果這些書信招致當局不滿。
1970年3月，寧夏當局將該組織認定为“打着研究马克思主义、毛泽东思想的旗号，进行旨在推翻中国无产阶级专政的社会主义国家的一个反革命组织”和“有组织、有纲领、有计划、有策略、有言论、有行动的现行反革命集团”，並將該組織13位成員中的吴述森、鲁志立、吴述樟3人以“反革命罪”判处死刑且立即执行，陈通明被判处无期徒刑，徐兆平被判处15年徒刑，张维智被判处8年徒刑，张绍臣被判处3年徒刑，其余6人受到拘捕关押和在各自单位隔离、批斗。其中1名22岁的女青年熊曼宜自杀身亡。
1973年3月，有人就此案向上級申訴，华国锋看到申诉信後下令中華人民共和國公安部派人到宁夏进行調查。公安部經調查後认为将共产主义自修大学定为“现行反革命集团”证据不足，並建議寧夏回族自治区党委主要负责人进行复查，但寧夏當局並未理睬。1976年10月粉碎四人帮後，中共中央负责人再次要求複查此案，寧夏回族自治区党委复查後認為此案是一起冤案，撤消原判。寧夏回族自治区高级法院於1978年8月5日上午召开平反大会，为該案平反。